# سهم مسمم
السهام المسممة أو أيضا سهام السم  (بالإنجليزية: Poison arrows)‏ هي سهام تقليدية تحوي رؤوسا مسممة، استخدمت في الحروب وعمليات الصيد من قبل عدد من سكان مجتمعات الصيد وجمع الثمار المنتشرة حول العالم، ولا تزال تستخدم إلى غاية اليوم في عدة مناطق بأمريكا الجنوبية وأفريقيا وآسيا.
من بين الأمثلة المعروفة على السموم المستخدمة في تسميم رؤوس السهام نجد مثلا تلك المواد التي يفرزها جلد الضفدع السام بالإضافة إلى مادة الكورار أو "AMPI"، الذي هو مصطلح عام لمجموعة من السموم المشتقة من النباتات ويتم استخدامها من قبل الهنود في أمريكا الجنوبية.

## تاريخ
ذكرت السهام المسممة أو المسمومة في عدد من الأساطير القديمة، بما فيها الأساطير الإغريقية في قصة هرقل التي قتل القنطور سنتور باستخدام السهام المسممة بدم الحية عدار. في ملحمة أوديسة للشاعر الملحمي الإغريقي هوميروس، يقوم البطل اليوناني أوليس بتسميم سهامه باستعمال نباتات الخربق. السهام المسممة مدرجة أيضا في ملحمة الإلياذة الشعرية لهوميروس، التي تحكي قصة حصار طروادة، حيث تذكر استخدم كلا المتحاربين، الأخيون والطرواد لسهاما ورماحا مسممة.
تاريخيا، استخدمت السهام المسممة من قبل عدد من شعوب العالم القديم، على غرار الغولواز، والرومان والرحل السكوثيين والسفانيتيين. ذكر مؤرخو العصور اليونانية والرومانية في منشوراتهم وصفات لتسمم المقذوفات وذكرو أيضا بعض المعارك التاريخية التي استخدمت فيها الأسهم المسممة. حيث يرجح المؤرخون الإسكندر الأكبر قد تعرض قبل وفاته لسهام المسمومة (التي ربما غمست في سم أفعى راسيل) أثناء غزوه للهند. في المقابل، عانى جيش الجنرال الروماني لوكولوس أيضا من إصابات خطيرة بسبب السهام المسممة التي أطلقها عليهم البدو خلال الحرب الميثريدتية الثالثة (القرن الأول قبل الميلاد). في المقابل، وحسب الأساطير الاسكندنافية القديمة فإن موت بالدر كان نتيجة لتعرضه لسهم مسموم.
الأمريكيين الأصليين في الولايات المتحدة من جهتهم استخدمو السهام المسممة في عمليات الصيد وأثناء الحروب. كما استخدم الصينيون أيضا خلال حقبات مختلفة أثناء حروبهم التي قادوها مقذوفات مسممة بمواد ضارة مختلفة.

### سموم من أصل نباتي

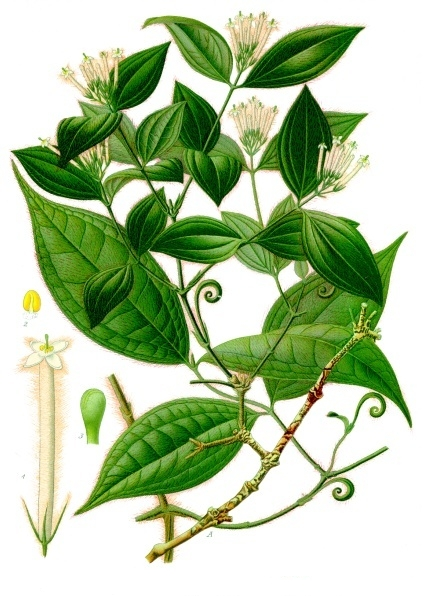
رسم توضيحي لمختلف مكونات نبات الستريكنوس توكسيفيرا الشائع الاستخدام في عملية استخراج سم الكورار.

- سم الكورار، وهو مصطلح عام يستخدم للإشارة إلى السموم التي تحتوي على توبوكورارين. يستخلص غالبا من لحاء نبات الإسطركن (Strychnos toxifera) من الفصيلة اللوغانية، غضروفية الأغصان الوبراء، أو Sciadotenia toxifera من الفصيلة البدر قمرية. الكورار هو واحد من المناهضات التنافسية التي تعمل منع المستقبلات النيكوتينية على مستوى الغشاء بعد اتشابكي للموصل العصبي العضلي. يتعلق الأمر مرخي عضلات يتسبب في شلل الجهاز التنفسي، ويؤدي في نهاية المطاف إلى الموت اختناقا.
- في أفريقيا، تسميم السهام باستخدام نباتات تحتوي على غليكوزيدات قلبية، على غرار نبات الثبيرة (الذي يحتوي على الستروفانثين)، الدفلى، الصقلاب، أو الستروفانثوس التي تنتمي كلها الفصيلة الدفلية.[1] الأوناي هو نوع من السموم النباتية، يتم استخراجه من نبات ستروفانثوس هيسبيدوس (Strophanthus hispidus)، ويحتوي على مركب ال"ستروفانثين"، وهو غليكوزيد قلبي. يستخدم في غرب أفريقيا جنوب الصحراء الكبرى، لا سيما في توغو والكاميرون.[5] بالإضافة إلى ذلك، يتم أيضا استخدام الستركنوس أوسامبارونسيس (Strychnos usambarensis) في وسط أفريقيا.[6]
- استخدم الهنود الكاريبيون سموم مستخلصة من عصارة شجرة المنشينيل أو الهورا المفرقعة (جنس من الهورا)، وكلاهما ينتميان إلى الفصيلة الفربيونية.[7]

## التحضير
يصف التقرير التالي الذي يرجع تاريخه إلى القرن السابع عشر الكيفية التي تم من خلالها تحضير السموم المستخدمة في تسميم السهام في الصين:
"لإعداد سهام مسممة لغرض اصطياد الوحوش البرية، يتم غلي درنات نبات الآقونيطن البري في الماء، وتطبيق السائل الناتج، الشديد اللزوجة والسمية على الحواف الحادة لرؤوس السهام. تعتبر رؤوس الأسهم المعالجة فعالة لقتل الحيوانات والبشر معا بسرعة، حتى في حالة إصابة الضحية بخدش فقط."